# Сосна (приток Усердца)
Сосна — река в России, протекает по территории Стрелецкого сельского поселения Красногвардейского района Белгородской области. Исток реки находится у села Прилепы. Ниже по течению находятся села Марьевка, Репенка и Малоалексеевка . Устье реки находится в 6 км по правому берегу реки Усердец, в селе Малоалексеевка. Длина реки составляет 24 км. Между селами Малоалексеевка и Репенка на реке сооружен пруд.

## Данные водного реестра
По данным государственного водного реестра России относится к Донскому бассейновому округу, водохозяйственный участок реки — Тихая Сосна, речной подбассейн реки — Бассейны притоков Дона до впадения Хопра. Речной бассейн реки — Дон (российская часть бассейна).
По данным геоинформационной системы водохозяйственного районирования территории РФ, подготовленной Федеральным агентством водных ресурсов:
- Код водного объекта в государственном водном реестре — 05010100712107000003592
- Код по гидрологической изученности (ГИ) — 107000359
- Код бассейна — 05.01.01.007
- Номер тома по ГИ — 07
- Выпуск по ГИ — 0